# Surrey Commercial Docks

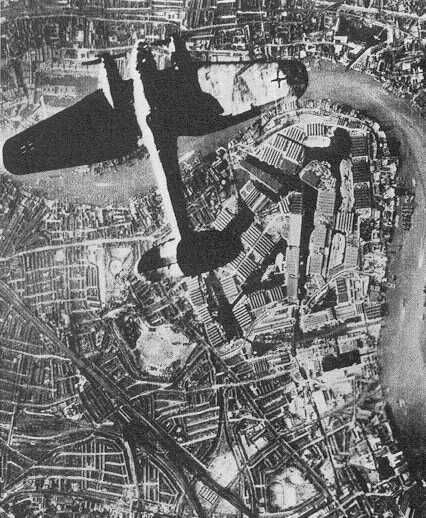
Deutscher Bomber Heinkel He 111 über den Surrey Docks (Deutsche Propaganda-Fotomontage)

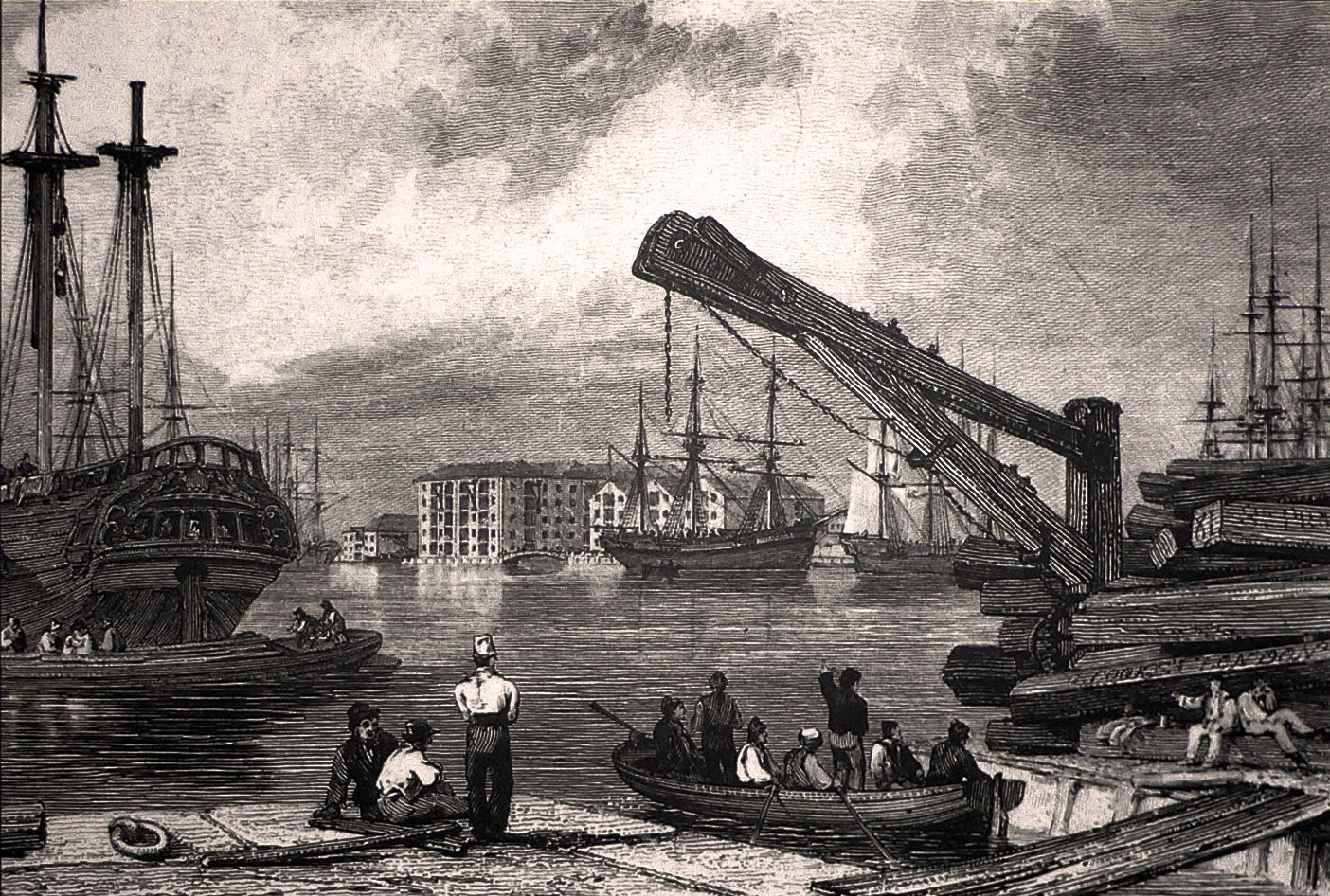
Am Commercial Dock in Rotherhithe gab es mehrstöckige Lagerhäuser für Getreide und Saaten

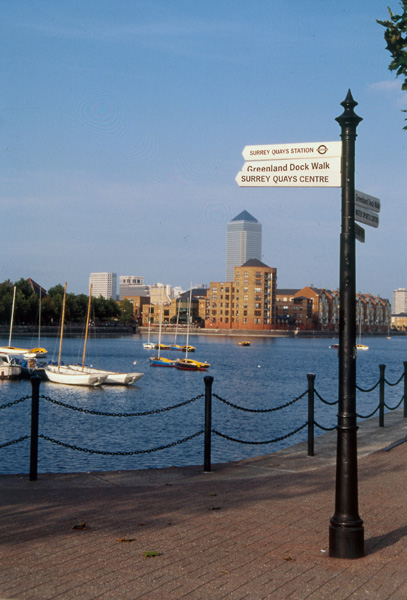
Greenland Dock: Surrey-Kais

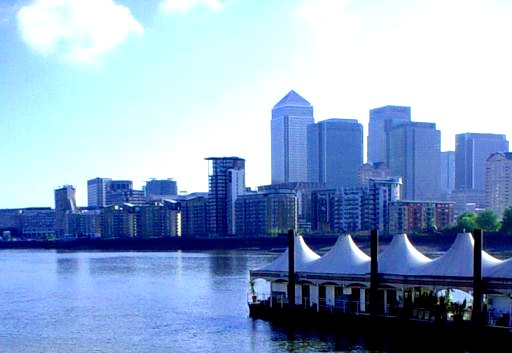
Greenland Dock Pier und im Hintergrund die Canary Wharf

Die Surrey Commercial Docks waren eine große Hafenanlage in Rotherhithe (London) am Südufer der Themse. Die Hafenbecken waren in der einen oder anderen Form von 1696 bis 1969 in Benutzung. Die meisten davon wurden anschließend verfüllt und es wurden Wohnhäuser darauf gebaut. Die Gegend heißt heute Surrey Quays, es gibt aber auch noch den Namen Surrey Docks.

## Geschichte
Die dünnbesiedelte Halbinsel Rotherhithe war ursprünglich nasses Marschland am Fluss entlang. Sie war für landwirtschaftliche Nutzung ungeeignet, aber ihre Lage an der Themse, gleich unterhalb des Stadtzentrums von London machte sie zum idealen Standort für Hafenanlagen. Die Gegend war seit Langem mit Schifffahrtsaktivitäten verbunden: im Juni 1620 startete das Schiff der Pilgerväter, die Mayflower, von Rotherhithe nach Southampton und wurde mit Nahrungsmitteln und anderen Gütern für die Überfahrt nach Neuengland ausgerüstet und eine wichtige Werft der Royal Navy lag gleich etwas flussabwärts in Deptford. 1696 wurde das Howland Great Wet Dock (benannt nach der Familie des Landeigentümers) gebaut, das damals größte Hafenbecken der Welt, das 120 Segelschiffe aufnehmen konnte.
Mitte des 18. Jahrhunderts war das Hafenbecken zur Operationsbasis für Walfänger in der Arktis geworden und wurde daher in Greenland Dock (Grönland-Hafenbecken) umbenannt. Der schottische Bauingenieur James Walker und spätere Chefingenieur des Trinity House war von 1808 bis an sein Lebensende maßgeblich am Ausbau der Hafenanlagen beteiligt. Eine Büste auf einer Steinsäule am Rande des Greenland Docks erinnert an den ehemaligen Präsidenten (1835–1845) der Institution of Civil Engineers (ICE). Seine lokale Verbindung bestand darin, dass er am Bau der Surrey Docks arbeitete und bis zu seinem Tod im Jahr 1862 als Ingenieur der Surrey Dock Company blieb. Im 19. Jahrhundert führte die Zunahme des Verkehrs aus dem Baltikum und Skandinavien (hauptsächlich Holz), sowie Kanada (Nahrungsmittel für die Londoner Bevölkerung) zur Erweiterung des Greenland Docks und zum Bau weiterer Hafenbecken für die Aufnahme einer wachsenden Zahl von Schiffen. Schließlich waren 85 % der Landfläche der Halbinsel, eine Fläche von 1,9 km², mit einem System von neun Hafenbecken, sechs Holzbecken und einem Kanal bedeckt. Viele der Hafenbecken wurden nach der Herkunft ihrer Kundschaft benannt, z. B. Canada Dock, Quebec Pond, Norway Dock und Russia Dock. Der Grand Surrey Canal wurde 1807 eröffnet und verband die Hafenbecken mit Einrichtungen, die weiter von der Themse weg lagen, erwies sich aber als wirtschaftliches Desaster und nur 5,6 km wurden jemals gebaut.
In den Hafenbecken etablierte sich eine bestimmte Art zu arbeiten, die sich von der der Isle of Dogs auf der anderen Flussseite deutlich unterschied. Ein typischer Anblick dieser Hafenbecken waren die „Holzträger“, Hafenarbeiter, die sich darauf spezialisiert hatten, große Mengen geschnittenen Holzes auf ihren Schultern zu tragen und die besondere Kopfbedeckungen trugen, die ihre Köpfe vor dem rohen Holz schützten.
Der Niedergang der Hafenanlagen begann im Zweiten Weltkrieg, als sie bei deutschen Luftangriffen schwer beschädigt wurden. Das South Dock wurde ausgepumpt und zum Bau von Senkkästen aus Beton genutzt, aus denen die Mulberry-Häfen für den D-Day zusammengesetzt wurden. Mit dem Aufkommen von Containerschiffen wurden die Hafenbecken aber zu klein. Wegen mangelnder Nachfrage wurden sie schließlich 1969 geschlossen. Der Grand Surrey Canal wurde 1971 geschlossen, entleert und verfüllt. Für über ein Jahrzehnt wurde das Gelände zur Industriebrache, die Lagerhäuser wurden abgebrochen und über 90 % der Hafenanlagen verfüllt. Die einzigen, noch erhaltenen freien Wasserflächen sind das Greenland Dock, das South Dock, Teile des Canada Docks (heute Canada Water genannt), das Norway Dock und ein Basin, das Surrey Water genannt wird. 1981 gründete die konservative Regierung unter Margaret Thatcher die London Docklands Development Corporation (LDDC), die Stadtentwicklung der früheren Hafenanlagen östlich der Londoner Innenstadt – einschließlich der Surrey Docks – in die Hand nehmen sollte.

## Das Gelände heute
In den 1980er- und Anfang der 1990er-Jahre wurde das Gelände der Surrey Docks gründlich modernisiert und in Surrey Quays umbenannt. Über 5.500 neue Wohneinheiten entstanden, vom Reihenhaus bis zur Wohnung ein einem großen Wohnblock. Das South Dock wurde in einen Jachthafen umgewandelt – heute der größte in London – und am Greenland Dock wurde ein Wassersportzentrum gebaut. Das Canada Water und das verfüllte Russia Dock wurden Naturschutzgebiete; auf letzterem entstand ein Wald. Es wurden auch Freizeiteinrichtungen gebaut und Leichtindustrie angesiedelt, z. B. die neue Druckerei der Associated Newspapers, Herausgeber der Londoner Zeitungen Evening Standard und Daily Mail.
Im Oktober 1988 wurde das Surrey Quays Shopping Centre als neu entwickeltes Zentrum des Geländes eröffnet. Der nahegelegene Bahnhof der London Overground wurde ein paar Monate später in Surrey Quays umbenannt. Der Fußballclub Fisher Athletic F. C. ist an den Surrey Docks zuhause.